# 알라르 카리스
알라르 카리스(에스토니아어: Alar Karis, 에스토니아어 발음: [ˈɑlɑr ˈkɑris], 1958년 3월 26일~)는 에스토니아의 정치인, 공무원, 분자유전학자, 발달생물학자로, 2021년 10월 11일부터 에스토니아 제6대 대통령을 역임하고 있다.

## 생애 및 경력
카리스는 1958년 3월 26일 타르투에서 식물학자 하뤼 카리스의 아들로 태어났다. 1981년 에스토니아 농업 아카데미를 졸업했다. 1999년 타르투 대학교 교수가 되었다.
2003년부터 2007년까지 에스토니아 생명과학대학교 총장, 2007년부터 2012년까지 타르투 대학교 총장, 2013년부터 2018년까지 에스토니아 감사원장, 2018년부터 2021년까지 에스토니아 국립박물관장을 지냈다.

## 2021년 대통령 선거
2021년 8월, 리기코구의 위리 라타스 국회의장은 다가오는 가을 선거에서 에스토니아의 대통령 후보로 지명될 수 있을 것이라는 전망을 내놓았다. 그는 후보 지명을 받아들였고, 이후 그의 입후보는 에스토니아 개혁당과 에스토니아 중앙당 양당의 지지를 받았다. 2021년 8월 31일 에스토니아 총선에서 72표를 얻어 대통령에 당선되었다. 그는 2021년 10월 11일에 취임했다.
1992년 헌법상 처음으로 실시된 무반대 후보 중 한 명이라는 점은 소련 점령하의 선거와 비교되면서 거센 반발을 불러일으켰다. "비윤리적"으로 묘사된 이 결의안은 선거제도의 개혁을 촉구하였다. 카리스는 선거 후 연설에서 "대통령 선출 과정을 둘러싼 추동"을 언급하며 선거인단 확대, 후보 공천 촉진, 심지어 직선제 사용 등 제도 변화를 리기코구가 검토해야 한다고 주장했다.

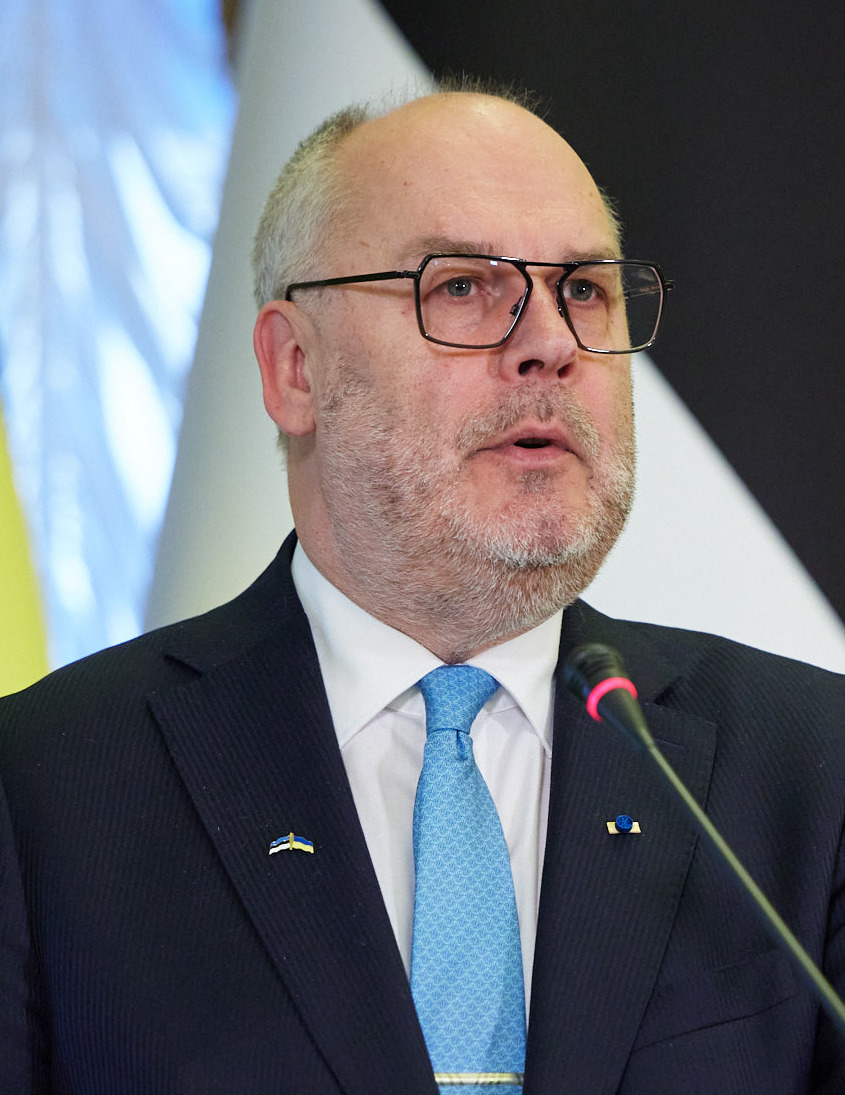
카리스(2022년)

## 같이 보기
- 에스토니아